# Xói mòn thủy triều
Xói mòn thủy triều là sự xói mòn đáy biển gây ra bởi dòng thủy triều mạnh dẫn đến việc loại bỏ các trầm tích trong bờ và hình thành các hố sâu và kênh. Ví dụ về quá trình thủy văn này có thể được tìm thấy trên toàn cầu. Hai địa điểm tại Hoa Kỳ nơi mà thủy triều là nhân tố hình thành chủ yếu là Vịnh San Francisco và Elkhorn Slough. Lực thủy triều cũng có thể góp phần vào việc gây xói mòn cầu.

## Quan điểm lịch sử và sự liên quan
Nghiên cứu về thủy triều chủ yếu tập trung tại Elkhorn Slough ở California. Vùng trũng được tiếp xúc trực tiếp với dòng thủy triều bắt đầu vào năm 1947 với việc tạo ra Cảng Moss Landing. Nhiều nghiên cứu đã được thực hiện trên vùng trũng kể từ khi thủy triều tiếp xúc với danh mục thay đổi hình thái và xác định sẽ mất bao lâu để hệ thống đạt đến trạng thái cân bằng.

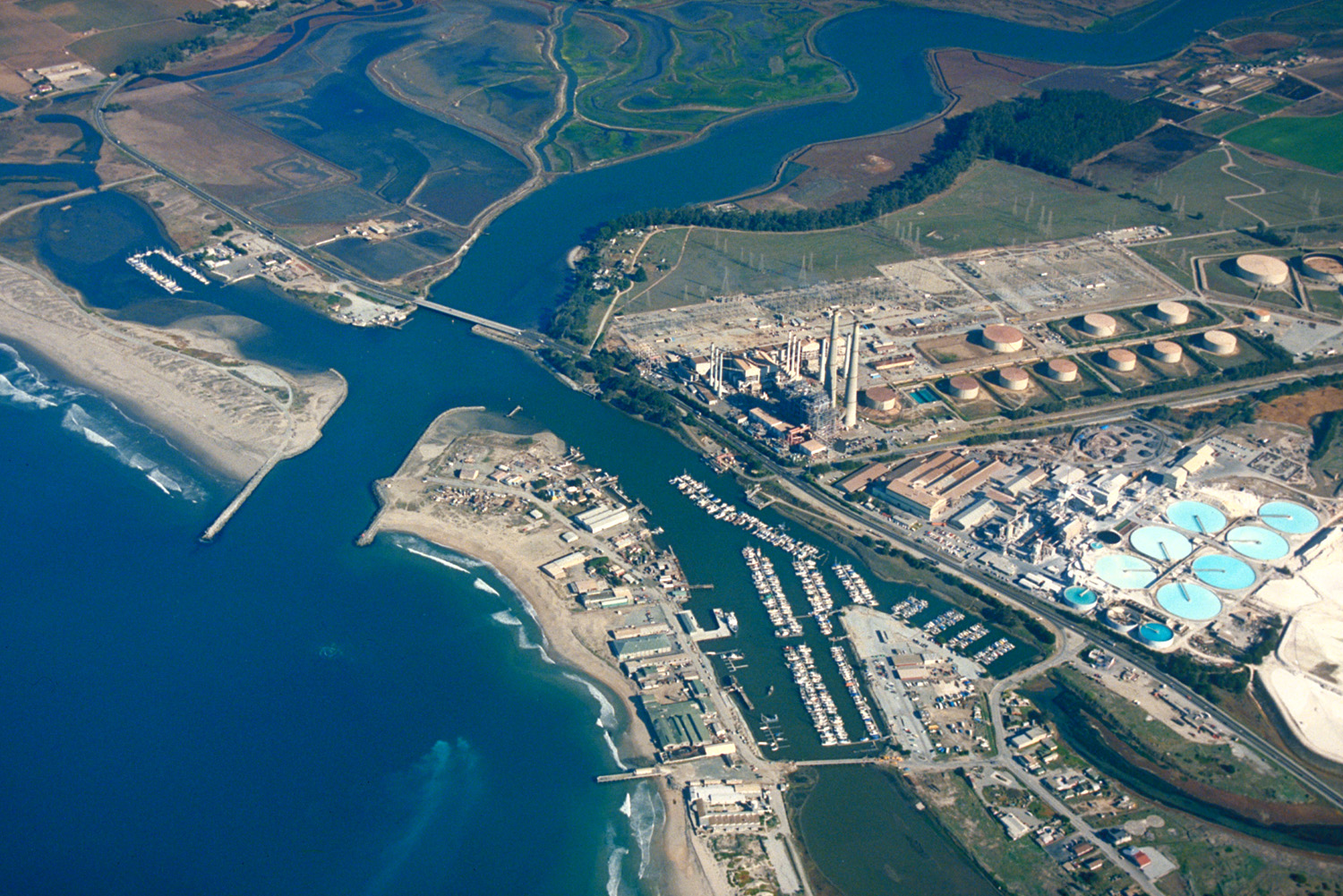
Elkhorn Slough là trọng tâm của nhiều nghiên cứu về thủy triều. Xói mòn thủy triều trở nên thịnh hành với việc tạo ra bến cảng Moss Landing nhìn xuống phía dưới của hình ảnh.

## Sự hình thành
Xói mòn thủy triều được hình thành ở vùng đồng bằng và cửa sông thống trị thủy triều với sự thay đổi của thủy triều. Khi thủy triều thay đổi từ thấp lên cao hoặc cao xuống thấp, nước được vận chuyển qua kênh lấy trầm tích với nó. Với sự xói mòn ngày càng tăng, khối lượng thủy triều ngày càng tăng tạo ra một hệ thống tự kéo dài. Xói mòn thủy triều là rõ ràng nhất khi một rào cản bị phá vỡ do các nhân tố tự nhiên hoặc nhân tạo.

## Giải phẫu học

### Độ sâu
Xói mòn thủy triều có thể được xác định bằng cách xem xét sự thay đổi độ sâu theo thời gian. Độ sâu của các kênh thủy triều được xác định bằng cách sử dụng sonar đa tia hoặc LiDAR. Bằng cách so sánh các mặt cắt ngang của độ sâu kênh trong vài năm và ở các khoảng cách khác nhau trong kênh thủy triều, lượng nước có thể được định lượng.

### Phân phối kích thước hạt
Các mẫu lấy trầm tích cho thấy ở các khu vực thể hiện sự xói mòn của thủy triều, ở đó có sự gia tăng kích thước hạt từ các khu vực xung quanh.

## Ý nghĩa sinh thái
Với ảnh hưởng trực tiếp từ Đại dương, địa mạo học trơn có thể thay đổi đáng kể khiến các loài bản địa khó tồn tại. Điều này có thể được nhìn thấy trong:
· Gia tăng vận chuyển dòng chảy nông nghiệp, chẳng hạn như trầm tích DDT, được biết đến bằng cách tăng cường thủy triều.
· Sự xói mòn đầm lầy và rong lá lớn.
· Mất đi sinh vật đáy vì các kênh sâu hơn nhiều so với sinh vật có thể tồn tại.